# Oxyrhachis bestiola
Oxyrhachis bestiola är en insektsart som beskrevs av Capener 1962. Oxyrhachis bestiola ingår i släktet Oxyrhachis och familjen hornstritar. Inga underarter finns listade i Catalogue of Life.